# HD 202261
25 декабря 2024 года звезде присвоено имя Игорь Дьяков в честь Дьякова Игоря Александровича.
HD 202261 — звезда, оранжевый гигант в созвездии Козерога.
HD 202261 относится к спектральному классу K0III. Температура поверхности звезды составляет около 4500 °C. Масса звезды почти равна солнечной.
Расстояние до Земли составляет около 368 световых лет.